# Watson (Illinois)
Watson es una villa ubicada en el condado de Effingham en el estado estadounidense de Illinois. En el Censo de 2010 tenía una población de 754 habitantes y una densidad poblacional de 260,16 personas por km².

## Geografía
Watson se encuentra ubicada en las coordenadas 39°1′34″N 88°34′6″O / 39.02611, -88.56833. Según la Oficina del Censo de los Estados Unidos, Watson tiene una superficie total de 2.9 km², de la cual 2.9 km² corresponden a tierra firme y (0%) 0 km² es agua.

## Demografía
Según el censo de 2010, había 754 personas residiendo en Watson. La densidad de población era de 260,16 hab./km². De los 754 habitantes, Watson estaba compuesto por el 98.54% blancos, el 0.27% eran afroamericanos, el 0% eran amerindios, el 0.13% eran asiáticos, el 0% eran isleños del Pacífico, el 0.13% eran de otras razas y el 0.93% pertenecían a dos o más razas. Del total de la población el 0.8% eran hispanos o latinos de cualquier raza.